# أسطورة الطفيل
أسطورة الطفيل هي الرواية رقم 75 من سلسلة ما وراء الطبيعة التي تصدرها المؤسسة العربية الحديثة ضمن روايات مصرية للجيب للكاتب المصري الدكتور أحمد خالد توفيق حيث تعد السلسلة أول سلسلة روايات عربية في أدب الرعب.

## أبطال الرواية
- رفعت إسماعيل : طبيب أمراض الدم والأستاذ الجامعي الكهل المقيم بالقاهرة، نحيل، أصلع، ذو عوينات، يعاني من كتيبة من الأمراض منها على سبيل المثال لا الحصر : القرحة المعدية، ضيق الشرايين، الربو الشعبي، التهاب الرئة، آلام المفاصل، قلق، متشائم، نحس يقع في المصائب.
- هن-تشو-كان : آخر كهنة النافاراي الناجي من المذبحة التي تعرض لها كهنة النافاراي، والمرتحل إلى القرن العشرين عن طريق كتاب النافاراي المقدس : الشوكارا.
- نادين : امرأة مصرية مطلقة خريجة كلية العلوم وتعمل كبائعة في محل كبير ولها ابن يبلغ الثالثة من عمره.

## أحداث الرواية
تدور الرواية عن عودة (هن-تشو-كان) من الصين إلى مصر لرؤيته الأستاذ ميانج وهو راهب بوذي في الحلم وهو يلغه بأنه عليه الذهاب إلى أرض أخرى وأناس آخر لحل الشفرة التي أبلغه إياها.
حين وصل إلى القاهرة ذهب إلى صديقه رفعت وجلسوا معاً كي يحولوا الشفرة إلى اللغة العربية وظهرت لهم كلمة طفيل.
تستمر الأحداث بنداء مبهم في عقل (هن-تشو-كان) يدعوه إلى الذهاب إلى محل معين وتحصل فيه عدة جراءم قتل غير مفسرة إذ يبدو كأن الضحية تم امتصاص كل ما في جسدها.
يستمر بحث الدكتور رفعت مع صديقه كاهن النافاراي عن كنه الطفيل فتارة يتوقعونه جسماً ضخماً وتارة أخرى يفضلون أنه بشر يخفي داخله مجسات دون أن يعلموا أن لفظة الطفيل في قواميس اللغة العربية الفصحة تطلق أيضاً على الطين الراكد!

## آراء ونقاش حول الرواية
- آراء القراء حول رواية أسطورة الطفيل على موقع أبجد
- لمعرفة المزيد من التفاصيل والآراء حول الموضوع راجع منتدى شبكة روايات التفاعلية